# Gabriel Ballerini
Gabriel Ballerini es un pastor evangélico carismático, profesor, activista provida y político conservador argentino conocido por su exposición mediática y su participación en diversos debates televisivos.

## Formación académica
Ballerini posee una maestría en Ética Biomédica, del Instituto de Bioética de la Facultad de Ciencias Médicas de la Pontificia Universidad Católica Argentina (UCA). Es además licenciado en teología, graduado en el Seminario Internacional Teológico Bautista, donde también ejerce como profesor.

## Labor
Gabriel Ballerini se desempeñó como pastor de la Iglesia Evangélica Bautista Vida y Esperanza, en el barrio porteño de Floresta. Además realiza habitualmente conferencias a nivel nacional e internacional sobre temas como teología, apologética y evangelización, ha participado en varios programas televisivos en el marco del debate por la legalización del aborto en Argentina.
Como bioeticista fue miembro titular y fundador del comité de bioética del complejo médico de la Policía Federal Argentina Churruca-Visca. Ha sido también director de educación cristiana de la Confederación Evangélica Bautista (CEB) y director de bioética de la Alianza Cristiana de Iglesias Evangélicas de la República Argentina (ACIERA).
En el año 2018 comenzó a ser conocido públicamente tras ser invitado a exponer en la Cámara de Diputados de la Nación contra el proyecto de legalización del aborto en Argentina. También se ha manifestado en línea con el Consejo de Educación Cristiana Evangélica (CECE) en contra de la reforma a la ley de educación sexual de 2019 que buscaba incluir la perspectiva de género participado activamente en convocatorias del movimiento local Con Mis Hijos No Te Metas.
Ha participado de numerosos encuentros y confeccionado documentos en el marco de encuentros interreligiosos y ecuménicos como el marco bioético de las religiones monoteístas para la actuación frente al COVID-19.
En 2020 cobró notoriedad al realizar una denuncia ante el INADI por presunta discriminación religiosa contra la madre de Plaza de Mayo Hebe de Bonafini por sus dichos: “los evangelistas te pudren la cabeza como los macristas. Son muy peligrosos”.
Es miembro de la Junta Directiva de la Confederación Evangélica Bautista Argentina.

## Política
Gabriel Ballerini se autodefine como conservador y antiprogresista, se opone al feminismo, al colectivo LGBT y a la legalización del aborto, y reivindica la familia y los valores tradicionales cristianos. Actualmente, Ballerini es presidente del Partido NOS en la Ciudad Autónoma de Buenos Aires. Anteriormente, en las elecciones de la Ciudad de Buenos Aires de 2019, fue candidato a diputado nacional por la lista Ciudad Celeste del Partido Demócrata Cristiano aliado al Frente NOS.